# Felipe Trevizan Martins
Felipe Trevizan Martins, detto Felipe (Americana, 15 maggio 1987), è un ex calciatore brasiliano, di ruolo difensore.

## Carriera

### Club
Felipe ha iniziato a giocare nelle giovanili del Coritiba e nel 2007 venne promosso in prima squadra; nel 2008 è diventato titolare durante il campionato nazionale. Nel 2009 è passato allo Standard Liegi.

## Statistiche

### Presenze e reti nei club
Statistiche aggiornate all'12 aprile 2016.
| Stagione              | Club                  | Campionato            | Campionato | Campionato | Coppe nazionali | Coppe nazionali | Coppe nazionali | Coppe continentali | Coppe continentali | Coppe continentali | Supercoppe | Supercoppe | Supercoppe | Totale | Totale |
| Stagione              | Club                  | Comp                  | Pres       | Reti       | Comp            | Pres            | Reti            | Comp               | Pres               | Reti               | Comp       | Pres       | Reti       | Pres   | Reti   |
| --------------------- | --------------------- | --------------------- | ---------- | ---------- | --------------- | --------------- | --------------- | ------------------ | ------------------ | ------------------ | ---------- | ---------- | ---------- | ------ | ------ |
| 2008                  | Coritiba              | A                     | 23         | 1          | -               | -               | -               | -                  | -                  | -                  | -          | -          | -          | 23     | 1      |
| mag. 2009-ago. 2009   | Coritiba              | A                     | 9          | 0          | -               | -               | -               | -                  | -                  | -                  | -          | -          | -          | 9      | 0      |
| Totale Coritiba       | Totale Coritiba       | Totale Coritiba       | 32         | 1          |                 |                 |                 |                    |                    |                    |            |            |            | 32     | 1      |
| ago. 2009-apr. 2010   | Standard Liegi        | D1                    | 12+5       | 1+0        | CB              | 1               | 0               | UCL                | 5                  | 0                  | -          | -          | -          | 18+5   | 1      |
| 2010-2011             | Standard Liegi        | D1                    | 10+2       | 0+0        | CB              | 3               | 0               | -                  | -                  | -                  | -          | -          | -          | 13+2   | 0      |
| 2011-2012             | Standard Liegi        | D1                    | 21+8       | 2+0        | CB              | 1               | 0               | UCL+UEL            | 2+11               | 0+1                | SB         | 1          | 0          | 36+8   | 2+1    |
| Totale Standard Liegi | Totale Standard Liegi | Totale Standard Liegi | 43+15      | 2+0        |                 | 5               | 0               |                    | 18                 | 1                  |            | 1          | 0          | 67+15  | 3+1    |
| 2012-2013             | Hannover 96           | BL                    | 4          | 1          | CG              | 1               | 0               | UEL                | 3                  | 0                  | -          | -          | -          | 8      | 1      |
| 2013-2014             | Hannover 96           | BL                    | -          | -          | -               | -               | -               | -                  | -                  | -                  | -          | -          | -          | -      | -      |
| 2014-2015             | Hannover 96           | BL                    | 11         | 0          | CG              | 1               | 0               | -                  | -                  | -                  | -          | -          | -          | 12     | 0      |
| 2015-2016             | Hannover 96           | BL                    | 8          | 0          | CG              | 2               | 0               | -                  | -                  | -                  | -          | -          | -          | 10     | 0      |
| Totale Hannover       | Totale Hannover       | Totale Hannover       | 23         | 1          |                 | 4               | 0               |                    | 3                  | 0                  |            |            |            | 30     | 1      |
| Totale carriera       | Totale carriera       | Totale carriera       | 98+15      | 4+0        |                 | 9               | 0               |                    | 21                 | 1                  |            | 1          | 0          | 129+15 | 5+1    |

## Palmarès

### Club

#### Competizioni nazionali
- Coppa del Belgio: 1

Standard Liegi: 2010-2011